# بيرتل نيستروم
بيرتل نيستروم (بالسويدية: Bertil Nyström)‏ هو مصارع هاوي سويدي، ولد في 22 مايو 1935 في Klippan Municipality ‏ في السويد.

## وصلات خارجية
- بيرتل نيستروم على موقع قاعدة بيانات المصارعة الدولية (الإنجليزية)
- بيرتل نيستروم على موقع اللجنة الأولمبية الدولية (الإنجليزية)
- بيرتل نيستروم على موقع أوليمبيديا (الإنجليزية)
- بيرتل نيستروم على موقع اللجنة الأولمبية السويدية (السويدية)